# Plecoptera delos
Plecoptera delos là một loài bướm đêm trong họ Erebidae.